# Дильмурат, Дильраба
Дильраба Дильмурат (уйг. دىلرەبا دىلمۇرات‎; родилась 3 июня 1992, Урумчи, Восточный Туркестан) — китайская актриса, модель, ведущая и танцовщица уйгурского происхождения.

## Биография
Дильраба родилась 3 июня 1992 года в Урумчи (Синьцзян-Уйгурский автономный район).
Её отец был солистом в Ансамбле песни и танца Синьцзяна. Благодаря влиянию отца Дильраба с детства заинтересовалась различными видами искусств, активно занималась танцами, училась играть на фортепиано, скрипке, гитаре и т. д.
Также Дильраба с детства отличалась среди сверстников незаурядной внешностью, и в школе из-за этого её начали недолюбливать из-за зависти, но благо родители приучали девочке уверенность, и поэтому до буллинга дело не доходило, юная Дильраба никому не позволяла себя обижать даже словесно, всегда отстаивала свои границы.
Окончила Шанхайскую театральную академию.

### 2013—2016: актерский дебют и рост популярности
В 2013 году Дильраба дебютировала, снявшись в сериале «Анархан», сыграв главную роль. Стала известной во всем Китае после роли в сериале «Бриллиантовый любовник» (2015), получив награду China TV Drama в номинации «лучшая начинающая актриса».
В 2016 году Дильраба получила главную роль в молодёжной спортивной драме «Горячая девчонка». Она получила награду «Выдающаяся новая актриса» на конкурсе ENAwards 2016 года за роль в сериале.

### 2017 — наст. время: прорыв
В 2017 году сыграла первую главную роль на большом экране в комедийном фильме «Мистер Гордость против мисс Предубеждение». Широкую популярность в Китае приобрела после роли в сериале «Вечная любовь» (2017).
В 2018 году, после того как число подписчиков на Weibo превысило 40 миллионов, было объявлено, что у Дильрабы есть независимая студия под управлением Jaywalk Studio.
В июне 2020 года стала второй по популярности знаменитостью в китайской версии TikTok — Douyin, набрав 55,6 миллионов подписчиков.
В 2021 году снялась в сериале «Ты моя слава» вместе с Ян Яном.
В 2022 году снималась в главной роли в китайской дораме под названием «Синий шёпот» (The Blue Whisper)
Постоянно участвует в различных ТВ-шоу.
Снимается в рекламе, в КНР представляла несколько брендов, включая Dolce & Gabbana, L’Oréal, Procter & Gamble, Mikimoto.